# Naum Prokupets
Naum Prokupets (în rusă Наум Прокопец, transliterat: Naum Prokupeț; n. 20 martie 1948, Romanovca, RSS Moldovenească, URSS) este un sportiv sovietic care a concurat în canotaj.
A participat la Jocurile Olimpice din 1968 din Mexic, obținând o medalie de bronz la proba C2 1000 m, alături de Mihail Zamotin. A câștigat, de asemenea, o medalie la Campionatele Mondiale de Canoe din 1971 și două medalii la Campionatele Europene de Canoe în 1967 și 1969.

## Palmares internațional
| Jocuri olimpice     | Jocuri olimpice              | Jocuri olimpice | Jocuri olimpice |
| An                  | Loc                          | Medalie         | Eveniment       |
| ------------------- | ---------------------------- | --------------- | --------------- |
| 1968                | Ciudad de México ( Mexic)    |                 | C2 1000 m       |
| Campionatul mondial |                              |                 |                 |
| An                  | Loc                          | Medalie         | Eveniment       |
| 1971                | Belgrad ( Iugoslavia)        |                 | C2 10000 m      |
| Campionate europene |                              |                 |                 |
| An                  | Loc                          | Medalie         | Eveniment       |
| 1967                | Duisburg ( Germania)         |                 | C1 10000 m      |
| 1969                | Moscova ( Uniunea Sovietică) |                 | C2 10000 m      |